# 2012 UO177
2012 UO177, também escrito como 2012 UO177, é um objeto transnetuniano (TNO) que está localizado no cinturão de Kuiper, uma região do Sistema Solar. O mesmo possui uma magnitude absoluta de 8,3 e tem um diâmetro com cerca de 96 km.

## Descoberta
2012 UO177 foi descoberto no dia 21 de outubro de 2012 pelo astrônomo M. Alexandersen.

## Órbita
A órbita de 2012 UO177 tem uma excentricidade de 0,035 e possui um semieixo maior de 41,495 UA. O seu periélio leva o mesmo a uma distância de 40,063 UA em relação ao Sol e seu afélio a 42,928 UA.